# Вітні (Невада)
Вітні (англ. Whitney) — переписна місцевість (CDP) в США, в окрузі Кларк штату Невада. Населення — 49 061 особа (2020).

## Географія
Вітні розташоване за координатами 36°6′1″ пн. ш. 115°2′17″ зх. д. / 36.10028° пн. ш. 115.03806° зх. д. (36.100409, -115.038051).  За даними Бюро перепису населення США в 2010 році переписна місцевість мала площу 17,45 км², уся площа — суходіл.

## Демографія
Згідно з переписом 2010 року, у переписній місцевості мешкало 38 585 осіб у 14 153 домогосподарствах у складі 9176 родин. Густота населення становила 2211 особа/км².  Було 16420 помешкань (941/км²).
Расовий склад населення:
| - 54,0 % — білих - 10,9 % — азіатів - 10,7 % — чорних або афроамериканців - 0,8 % — вихідців з тихоокеанських островів - 0,8 % — корінних американців - 17,1 % — осіб інших рас |

До двох чи більше рас належало 5,7 %. Частка іспаномовних становила 36,2 % від усіх жителів.
За віковим діапазоном населення розподілялося таким чином: 25,8 % — особи молодші 18 років, 64,8 % — особи у віці 18—64 років, 9,4 % — особи у віці 65 років та старші. Медіана віку мешканця становила 33,3 року. На 100 осіб жіночої статі у переписній місцевості припадало 98,6 чоловіків;  на 100 жінок у віці від 18 років та старших — 96,1 чоловіків також старших 18 років.
Середній дохід на одне домашнє господарство  становив 55 781 долар США (медіана — 46 541), а середній дохід на одну сім'ю — 62 270 доларів (медіана — 54 716). Медіана доходів становила 34 814 долари для чоловіків та 31 362 долари для жінок. За межею бідності перебувало 14,6 % осіб, у тому числі 23,1 % дітей у віці до 18 років та 6,6 % осіб у віці 65 років та старших.
Цивільне працевлаштоване населення становило 19 286 осіб. Основні галузі зайнятості: мистецтво, розваги та відпочинок — 35,6 %, роздрібна торгівля — 13,3 %, освіта, охорона здоров'я та соціальна допомога — 12,4 %.